# جودي إل. ووكر
جودي إل. ووكر (بالإنجليزية: Judy L. Walker)‏ هي رياضياتية أمريكية، ولدت في 1969.